# بخش مزنسکی
بخش مزنسکی (به لاتین: Mezensky District) یک منطقهٔ مسکونی در روسیه است که در استان آرخانگلسک واقع شده‌است.